# 砂を噛むように…NAMIDA
「砂を噛むように…NAMIDA」（すなをかむように ナミダ）は、2006年2月1日に発売された松浦亜弥の18枚目のシングル。

## 概要
前作からおよそ4ヶ月半ぶりのシングルで、2006年に発売された唯一のシングル。
つんく♂と同じシャ乱Qメンバーであるたいせいがプロデュースした作品。本作以降、つんく♂以外の作家の作品が続くようになる。

## 収録曲
（全作詞：森村メラ、作曲：Joey Carbone & Kyoko Nitta）
1. 砂を噛むように…NAMIDA [4:09]
編曲：たいせー、小西貴雄
2. ハピネス [4:48]
編曲：朝井泰生
3. 砂を噛むように…NAMIDA（Instrumental） [4:11]